# 海蒂岩
62°40′05.6″S 60°43′54″W / 62.668222°S 60.73167°W
海蒂岩（Hetty Rock），是南極洲的岩石，它位於南設得蘭群島的利文斯頓島西部，處於象角東北面7.02公里和漢娜角西南面6.24公里，現時由南極條約體系管理。